# Горња Гуштерица
Горња Гуштерица (алб. Gushtericë e Epërme) је насеље у општини Липљан, Косово и Метохија, Република Србија. Налази се у централном делу Косова и Метохије. У селу се налазе остаци цркве зидане блоковима камена и цигле.
Према законима самопроглашене Републике Косово, Горња Гуштерица је ушла у састав новоформиране општине Грачаница.

## Географија
Рељеф насеља је претежно равничарско-брдовит, где се према истоку уздиже у планински ланац. Налази се на четрнаест километара од Приштине, главног града покрајине. Површина атара износи 635 ха. Подељена је начетири махале: Горњу, Доњу, Грбљачу и Тролу, од којих су две последње настале после 1930. године, након премештања појединих породица због угрожености од поплава. Првобитno je представљала једно насеље — Гуштерица, које се наводи у Грачаничкој повељи 1314—1316. и повељама краља Милутина и цара Душана (1331), са сада самосталним селом Доњом Гуштерицом. Под данашњим именом наводи се 1455. године, када има 49 српских кућа. Припада етнички хомогеним насељима.
Кроз насеље пролазе две реке, једна која се зове Јањевка, чији је извор у близини села Јањева, односно са планине Жеговац. Јањевка се у свом току према западу улива у Ситницу, чије се корито пружа на непун километар даљине од Липљана. И друга која се зове Стара Река, која има извор у околини места Оклап, такође на планини Жеговац.
Налази се у централном делу покрајине Косова и Метохије, припада општини Липљан. Подручје липљанске општине граничи се: са севера и североистока општином Приштина, са југа општином Урошевац, са југоистока општином Гњилане, са северозапада општином Глоговац, и са југозапада са општином Сува река.
Овде се налазе Рушевине сеоске цркве (Горња Гуштерица).

## Клима
Клима овог насеља је умерено континентална са хладним зимама и топлим летима. Максимум падавина је у пролећним и јесењим месецима, док је минимум падавина за време летњих месеци као што су: Јул и Август. Ветрови који дувају у овом крају су кошава и северац.

## Демографија
| Етнички састав према попису из 1991‍ | Етнички састав према попису из 1991‍ | Етнички састав према попису из 1991‍ | Етнички састав према попису из 1991‍ | Етнички састав према попису из 1991‍ |
| ----------------------------------- | ----------------------------------- | ----------------------------------- | ----------------------------------- | ----------------------------------- |
|                                     |                                     |                                     |                                     |                                     |
| Срби                                | Срби                                |                                     | 604                                 | 100,00%                             |

| Етнички састав према попису из 2011.‍ | Етнички састав према попису из 2011.‍ | Етнички састав према попису из 2011.‍ | Етнички састав према попису из 2011.‍ | Етнички састав према попису из 2011.‍ |
| ------------------------------------ | ------------------------------------ | ------------------------------------ | ------------------------------------ | ------------------------------------ |
|                                      |                                      |                                      |                                      |                                      |
| Срби                                 | Срби                                 |                                      | 392                                  | 99,99%                               |
| Ашкалије                             | Ашкалије                             |                                      | 1                                    | 0,1%                                 |
| Укупно: 393                          |                                      |                                      |                                      |                                      |

| Демографија | Демографија | Демографија |
| Година      | Становника  | Становника  |
| ----------- | ----------- | ----------- |
| 1948.       | 391         |             |
| 1953.       | 451         |             |
| 1961.       | 479         |             |
| 1971.       | 495         |             |
| 1981.       | 540         |             |
| 1991.       | 604         |             |